# Al-Rihaniyya
Ne doit pas être confondu avec Reihaniya.
Al-Rihaniyya était un village arabe palestinien situé dans le sous-district de Haïfa. Il fut dépeuplé le 30 avril 1948 au cours de la bataille de Mishmar HaEmek, durant la Guerre de 1947-1948. Il était situé 25 km au sud-est de Haïfa et 3 km au nord-ouest de Wadi al-Mileh. En 1945, il était peuplé de 240 habitants.

## Histoire
En 1882, l’enquête du Palestine Exploration Fund indique qu'Al-Rihaniyya, en ruine, comporte des tours de guet et deux sources.
Une liste de population datant d’environ 1887 indique que Rihaneh compte environ 190 habitants, tous musulmans.
Al-Rihaniyya disposait d'une école primaire pour garçons fondée en 1888, mais celle-ci a été fermée pendant la période du mandat britannique.

### Époque du mandat britannique
Lors du recensement de Palestine de 1922, mené par les autorités du Mandat britannique, Al Rehaniyeh comptait 266 habitants, tous musulmans. D'après le recensement de 1931, on en comptait 293, tous musulmans, et 55 maisons.
Dans les statistiques de 1945, le village comptait une population de 240 musulmans, et ses terres couvraient 1 930 dounams. De ce nombre, 1 761 dounams de terres étaient consacrés à la céréaliculture ; 73 dunums étaient irrigués ou plantés de vergers tandis que 46 dunams étaient des terrains bâtis.

### 1948, après
Le 5 avril 1948, après la bataille de Mishmar HaEmek, le quartier général de la Haganah donne pour instruction à la brigade Golani de signaler aux habitants de quatre villages arabes qu'ils ne sont plus en sécurité, et doivent évacuer. Parmi ces villages, Abu Shusha, Daliyat al Ruha et Rihaniya. Selon Ben Gourion, le 8 ou le 9 avril, une délégation du kibboutz Mishmar HaEmek lui aurait indiqué qu'il était « impératif d'expulser les Arabes [du secteur] et de brûler les villages ».
Le 14 avril, le New York Times annonce qu'Al-Rihaniyya, Daliyat al Ruha et Al-Butaymat ont été pris par les forces de la Haganah. Cependant, Khalidi estime que le dépeuplement effectif n’est survenu que deux semaines plus tard, lors de l'Opération Hametz.
Des villageois rescapés ont déclaré à Rosemarie Esber qu'ils avaient décidé de quitter Al-Rihaniyya le 30 avril, car « nous n'avions pas d'armes pour le défendre ». Ils ont trouvé refuge à Umm az-Zinat, mais lorsque la Haganah a attaqué ce village (d'après les villageois, sans provocation de leur part), ils se sont enfuis « sans rien d'autre que nos vêtements », à Ijzim. Ils y sont restés pendant plusieurs mois, jusqu'à ce que les forces sionistes ne les en expulsent. Les informateurs de Esbers se sont ensuite retrouvés à Umm al-Fahm.
Après la guerre, la région a été intégrée à l'État d'Israël, le kibboutz Ramat HaShofet et le moshav d' Ein HaEmek ont été fondés sur les terres du village.
En 1992, le site du village est décrit de la manière suivante : « Les décombres des maisons sont recouvertes de terre, de buissons et d’épineux. Le cimetière du village (maintenant recouvert de cactus) et un puits sont visibles au bas d'une colline au nord du site. De larges sections des terrains adjacents sont consacrées à l'agriculture ; au sud, il y a un verger d'avocats ».